# Pleospora ascodedicata
Pleospora ascodedicata är en svampart som tillhör divisionen sporsäcksvampar och som beskrevs av Lennart Holm och Andrea Nograsek. 
Pleospora ascodedicata ingår i släktet Pleospora och familjen Pleosporaceae. Arten är reproducerande i Sverige.